# Taking Back Sunday
Taking Back Sunday (TBS) ist eine seit 1999 bestehende US-amerikanische Emo-Band.

## Bandgeschichte
Taking Back Sunday starteten 1999 mit Antonio Garcia (Gesang), Jesse Lacey (Bass, Gesang), Eddie Reyes (Gitarre), John Nolan (Gitarre, Gesang, Keyboard) und Steven DeJoseph (Schlagzeug) in Long Island und nahmen 2001 fast in dieser Formation (Steven DeJoseph verließ die Band während der Aufnahmen, ist jedoch auf den Songs „Summer Stars“ und „Go On“ zu hören) ein 6-Track-Demo auf. Nur wenige Zeit später wurde Antonio Garcia aus der Band geworfen und Jesse Lacey verließ die Band, nachdem seine Freundin ihn mit John Nolan betrog. Der Streit wird in den Songs There's No 'I' in Team und Seventy Times Seven (von Laceys nächster Band Brand New) verarbeitet. Originalaussagen des Streits werden im Breakdown beider Songs wiedergegeben. Adam Lazzara übernahm den Gesangspart und Shaun Cooper den Bass. In dieser Formation kamen sie zu Victory Records und veröffentlichten am 26. März 2002 ihr erstes Album Tell All Your Friends.
Kurz danach stand die Band kurz vor dem Aus, da sich John Nolan und Shaun Cooper von der Band trennten und sich der Band Straylight Run zuwandten. Doch glücklicherweise bekam die Band kurze Zeit später Zuwachs in Form von Fred Mascherino, der bis dahin in der befreundeten Band Breaking Pangea gespielt hatte. Mit Bassist Matt Rubano, einem Kindheitsfreund von Marc O’Connell, nahmen sie dann 2004 ihr zweites Album Where You Want to Be auf, mit dem sie größeren Erfolg hatten. Die Single „A Decade Under the Influence“ wurde in den US-Radios und Musik-TV-Sendern rauf und runter gespielt. Sie erreichte Platz 3 in den US-Billboard-Charts.
Im Jahr 2005 nahmen Taking Back Sunday das dritte Album auf, Louder Now, bei dem sie mit Eric Valentine als Produzenten zusammenarbeiteten. Für dieses Album wechselten sie zum Major Label Warner Brothers Records. Es erschien am 25. April 2006 und unterscheidet sich vom Klang her stark von den beiden Vorgängern, war aber kommerziell noch erfolgreicher als diese.
Am 4. Oktober 2007 gab die Band bekannt, dass sich die Wege von Gitarrist und Songwriter Fred Mascherino und dem Rest der Band trennen, da Mascherino beabsichtigte, eine Solokarriere zu verfolgen. Die Aufnahmen zum 2009 erschienenen Album New Again fanden somit ohne ihn statt. Als Ersatz wurde Matt Fazzi vorgestellt.
Im Frühjahr 2010 verkündeten Matt Fazzi und Matt Rubano, dass sie die Band verlassen hätten und John Nolan sowie Shaun Cooper zur Gruppe gestoßen seien. Damit kehrte man zur Formation des ersten Albums Tell All Your Friends zurück. Am 24. Juni 2011 erschien das fünfte Album Taking Back Sunday.

## Stil

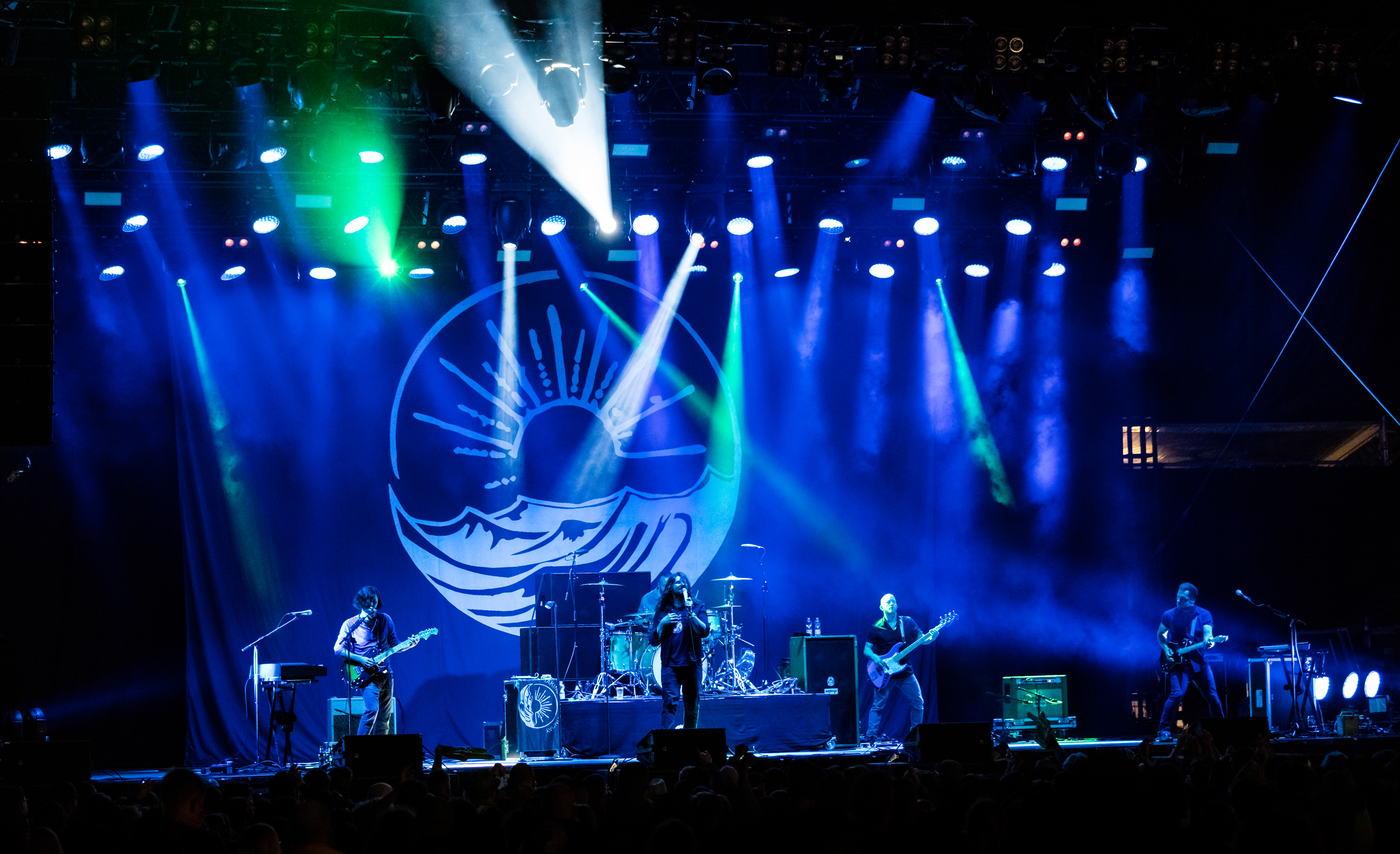
Taking Back Sunday live bei Rock am Ring 2018

Stilistisch spielt die Band flotten, eingängigen Alternative Rock, wobei auch einige Elemente des Indie-Rocks hörbar sind. Weiterhin finden sich in ihrem Stil teilweise eine Abwechslung von lauteren und leiseren Parts. Textlich werden in ihren Songs oft Trennungen oder schmerzliche Erfahrungen verarbeitet, welches zu teils übertriebenen emotionalen Aussagen führt. Etwa auch dadurch erkennbar sind einige Einflüsse aus Melodic Hardcore und Emocore.
In den meisten ihrer Lieder sind zwei Stimmen zu hören, die in Dialogform ihre Ansichten einer Situation ineinander verfließen lassen.

## Diskografie

### Studioalben
| Jahr | Titel Musiklabel                        | Höchstplatzierung, Gesamtwochen, AuszeichnungChartplatzierungen (Jahr, Titel, Musiklabel, Platzierungen, Wochen, Auszeichnungen, Anmerkungen) | Höchstplatzierung, Gesamtwochen, AuszeichnungChartplatzierungen (Jahr, Titel, Musiklabel, Platzierungen, Wochen, Auszeichnungen, Anmerkungen) | Anmerkungen                                               |
| Jahr | Titel Musiklabel                        | UK | US | Anmerkungen                                               |
| ---- | --------------------------------------- | --- | --- | --------------------------------------------------------- |
| 2002 | Tell All Your Friends Victory Records   | — | US183 Platin · (1 Wo.)US | Erstveröffentlichung: 25. März 2002 Verkäufe: + 1.000.000 |
| 2004 | Where You Want to Be Victory Records    | UK71 (1 Wo.)UK | US3 Gold · (26 Wo.)US | Erstveröffentlichung: 27. Juli 2004 Verkäufe: + 500.000   |
| 2006 | Louder Now Warner Bros. Records         | UK18 Silber · (6 Wo.)UK | US2 Gold · (26 Wo.)US | Erstveröffentlichung: 25. April 2006 Verkäufe: + 560.000  |
| 2009 | New Again Warner Bros. Records          | UK46 (1 Wo.)UK | US7 (8 Wo.)US | Erstveröffentlichung: 2. Juni 2009                        |
| 2011 | Taking Back Sunday Warner Bros. Records | UK87 (1 Wo.)UK | US17 (3 Wo.)US | Erstveröffentlichung: 28. Juni 2011                       |
| 2014 | Happiness Is Hopeless Records           | UK53 (1 Wo.)UK | US10 (2 Wo.)US | Erstveröffentlichung: 14. März 2014                       |
| 2016 | Tidal Wave Hopeless Records             | — | US36 (1 Wo.)US | Erstveröffentlichung: 16. September 2016                  |
| 2023 | 152 Hopeless Records                    | — | — | Erstveröffentlichung: 27. Oktober 2023                    |

### Kompilationen
| Jahr | Titel Musiklabel                    | Höchstplatzierung, Gesamtwochen, AuszeichnungChartplatzierungen (Jahr, Titel, Musiklabel, Platzierungen, Wochen, Auszeichnungen, Anmerkungen) | Höchstplatzierung, Gesamtwochen, AuszeichnungChartplatzierungen (Jahr, Titel, Musiklabel, Platzierungen, Wochen, Auszeichnungen, Anmerkungen) | Anmerkungen                            |
| Jahr | Titel Musiklabel                    | UK | US | Anmerkungen                            |
| ---- | ----------------------------------- | --- | --- | -------------------------------------- |
| 2007 | Notes from the Past Victory Records | — | US141 (1 Wo.)US | Erstveröffentlichung: 30. Oktober 2007 |
| 2019 | Twenty Craft Records                | — | — | Erstveröffentlichung: 11. Januar 2019  |

EPs
- 2000: Taking Back Sunday
- 2000: Lullaby
- 2001: The Tell All Your Friends Demo

Livealben
- 2007: The Louder Now DVD: PartTwo
- 2009: Live from Bamboozle '09
- 2010: Live from Orensanz
- 2012: We Play Songs

### Singles
| Jahr | Titel Album                                       | Höchstplatzierung, Gesamtwochen, AuszeichnungChartplatzierungen (Jahr, Titel, Album, Platzierungen, Wochen, Auszeichnungen, Anmerkungen) | Höchstplatzierung, Gesamtwochen, AuszeichnungChartplatzierungen (Jahr, Titel, Album, Platzierungen, Wochen, Auszeichnungen, Anmerkungen) | Anmerkungen                            |
| Jahr | Titel Album                                       | UK | US | Anmerkungen                            |
| ---- | ------------------------------------------------- | --- | --- | -------------------------------------- |
| 2004 | A Decade Under the Influence Where You Want to Be | UK70 (2 Wo.)UK | — | Erstveröffentlichung: 22. Juni 2004    |
| 2006 | MakeDamnSure Louder Now                           | UK36 (2 Wo.)UK | US48 (18 Wo.)US | Erstveröffentlichung: 14. März 2006    |
| 2006 | Twenty-Twenty Surgery Louder Now                  | UK60 (1 Wo.)UK | — | Erstveröffentlichung: 28. August 2006  |
| 2006 | Liar (It Takes One to Know One) Louder Now        | UK83 (1 Wo.)UK | — | Erstveröffentlichung: 6. November 2006 |

Weitere Singles
- 2002: Great Romances of the 20th Century
- 2003: You're So Last Summer
- 2005: This Photograph Is Proof (I Know You Know)
- 2006: What's It Feel Like to Be a Ghost?
- 2007: My Blue Heaven
- 2009: Carpathia
- 2009: Sink into Me
- 2009: New Again
- 2009: Where My Mouth Is
- 2010: Winter Passing
- 2011: Faith (When I Let You Down)
- 2011: This Is All Now
- 2011: You Got Me
- 2014: Flicker, Fade
- 2014: Stood a Chance
- 2016: Tidal Wave
- 2022: Just Us Two (mit Steve Aoki)
- 2023: The One
- 2023: Sold

### Videoalben
- 2013: TAYF10 Acoustic
- 2013: TAYF10: Live from the Starland Ballroom

## Auszeichnungen für Musikverkäufe
Anmerkung: Auszeichnungen in Ländern aus den Charttabellen bzw. Chartboxen sind in ebendiesen zu finden.
| Land/RegionAuszeichnungen für Musikverkäufe (Land/Region, Auszeichnungen, Verkäufe, Quellen) | Silber  | Gold     | Platin  | Verkäufe  | Quellen   |
| -------------------------------------------------------------------------------------------- | ------- | -------- | ------- | --------- | --------- |
| Vereinigte Staaten (RIAA)                                                                    | —       | 2× Gold2 | Platin1 | 2.000.000 | riaa.com  |
| Vereinigtes Königreich (BPI)                                                                 | Silber1 | —        | —       | 60.000    | bpi.co.uk |
| Insgesamt                                                                                    | Silber1 | 2× Gold2 | Platin1 |           |           |